# ヤエヤマカンアオイ
ヤエヤマカンアオイ（八重山寒葵、学名: Asarum yaeyamense）とは、ウマノスズクサ科カンアオイ属に属する常緑多年草の1種である。比較的大型の種であり、葉や葉柄は無毛、表面には光沢があり雲紋状に斑が入る。花の雄しべは12個、雌しべは6個。日本の西表島の限られた場所のみに分布し（台湾からも報告がある）、絶滅危惧IB類や国内希少野生動植物種に指定されており、採集や取引が法律で禁止されている。

## 特徴
常緑性の多年草、沖縄産のカンアオイ属の種では最も大型。葉の葉身は卵心形、長さ10–20センチメートル (cm)、幅 8–13 cm、先端は尖頭。葉の表面は緑色で光沢があり、無毛、雲紋状に斑が入る。葉の裏面や葉柄には毛がない。
花期は3月ごろ。花弁を欠き、萼片は合着して長さ10–15ミリメートル (mm)、直径 10–13 mm 程度の萼筒を形成し、基部側が膨らみ、先端側がくびれ、外面は短毛でおおわれる。萼筒開口部には口環が形成され狭くなり、さらに白色の小板状突起がある。萼筒内壁には格子状隆起がある。萼裂片は開出し、赤褐色から緑紫色、シワがあり、短毛が密生する。雄しべは12個。雌しべは子房半下位、花柱は6個、楕円形の柱頭がある。
染色体数は 2n = 24。

## 分布・生育環境
琉球諸島の西表島のみに分布するとされるが、台湾にも産するとする報告がある。低地の常緑広葉樹林の林床や渓流沿いの崖に生育する。

## 保全状況評価
西表島での自生地は2ヶ所のみ知られていたが、2016年の調査ではそのうち1ヶ所では確認されなかった。また園芸用の採取も問題となっている。
絶滅危惧IB類 (EN)（環境省レッドリスト）
ヤエヤマカンアオイは環境省および沖縄県では絶滅危惧IB類に指定されている。また国内希少野生動植物種に指定されており、採集や譲渡などが法律で禁じられている。